# خرمگس‌ریختان
خرمگس‌ریختان (نام علمی: Tabanomorpha) نام یک فروراسته از زیرراسته کوتاه‌شاخکان است.